# Малый Мишкин
Малый Мишкин — хутор в Аксайском районе Ростовской области.
Входит в состав Мишкинского сельского поселения.

## География
Расположен в 25 км (по дорогам) северо-восточнее районного центра — города Аксай, на границе с городским округом Новочеркасск. Хутор находится на правобережье реки Аксай.

### Улицы
- ул. Восточная,
- ул. Набережная,
- ул. Подгорная.

## История
Название хутора — Мишкин, пошло от имени атамана Михаила Черкашенина, который во второй половине XVI века вел борьбу с крымскими татарами, участвовал в войне с Польшей и Ливонией.
На хуторе Матвей Иванович Платов, умерший в 1818 году и похороненный в Новочеркасске, был перезахоронен в 1875 году. В 1911 году останки атамана Платова были вновь перезахоронены в Новочеркасском кафедральном соборе.
Пейзажи и зарисовки хутора Малый Мишкин встречаются в произведениях великих русских художников — Крылова, Дубовского.
В хуторе чтут также память героев Великой Отечественной войны 1941—1945 годов: 24 июля 1942 года неизвестный красноармеец, пожертвовав собой, спас жизнь местным жителям, которых немцы взяли в заложники.

## Население
| 1989 | 2002 | 2010 |
| ---- | ---- | ---- |
| 373  | ↗516 | ↗547 |

## Транспорт
В посёлке находится остановочный пункт (платформа) 1178 км Северо-Кавказской железной дороги (код 51352).

## Достопримечательности
Хутор Малый Мишкин наиболее богат памятниками прошлого. Здесь находится родовое имение графа М. И. Платова — Атамана Всевеликого Войска Донского, героя Отечественной войны 1812 года. Усадьба состоит на государственной охране. Здание сохранилось до наших дней, ныне в нём располагается психиатрическая больница.
Примечательной постройкой хутора является церковь Рождества Пресвятой Богородицы — памятник русского провинциального зодчества постройки 1865 года с усыпальницей рода Платовых и атамана Платова (с 1875 по 1911). Храм строили по проекту архитектора И. О. Вальпредо у реки Аксай с 1855 по 1865 год. Храм освятили во имя Рождества Пресвятой Богородицы. Архитектурно-планировочная структура здания церкви была исполнена продольно-осевым планом с симметрично расположенными по оси восток-запад алтарём, храмом, трапезной и колокольней.
В 1875 году в склепе Церкви Рождества Пресвятой Богородицы был перезахоронен Донской казачий атаман М. И. Платов, первоначально похороненный после смерти в январе 1818 года в первом родовом склепе Платовых в Новочеркасске, у строящегося с 1805 года Вознесенского войскового Собора. Останки М. И. Платова находились в усыпальнице церкви Рождества Пресвятой Богородицы до 1911 года, после чего в связи со столетием Отечественной войны 1812 года их опять перенесли в Новочеркасск уже в усыпальницу достроенного в 1905 году Вознесенского Собора.
Церковь Рождества Пресвятой Богородицы со временем разрушалась, в 1981 году Аксайский райисполком вынес решение о её реставрации, поскольку на ней разрушились главки, провалились сводчатые покрытия, однако средства на ремонт выделить не удалось. В 2008 году Храм Рождества Пресвятой Богородицы всё-таки был восстановлен. Первое после реставрации богослужение прошло 28 июня 2009 года.
В 600 м на юго-запад от хутора находится археологический памятник, курганный могильник «Малый Мишкин-1», примерно на таком же расстоянии, только на северо-запад расположен другой курганный комплекс «Малый Мишкин-1». Оба археологических памятника состоят на государственной охране.

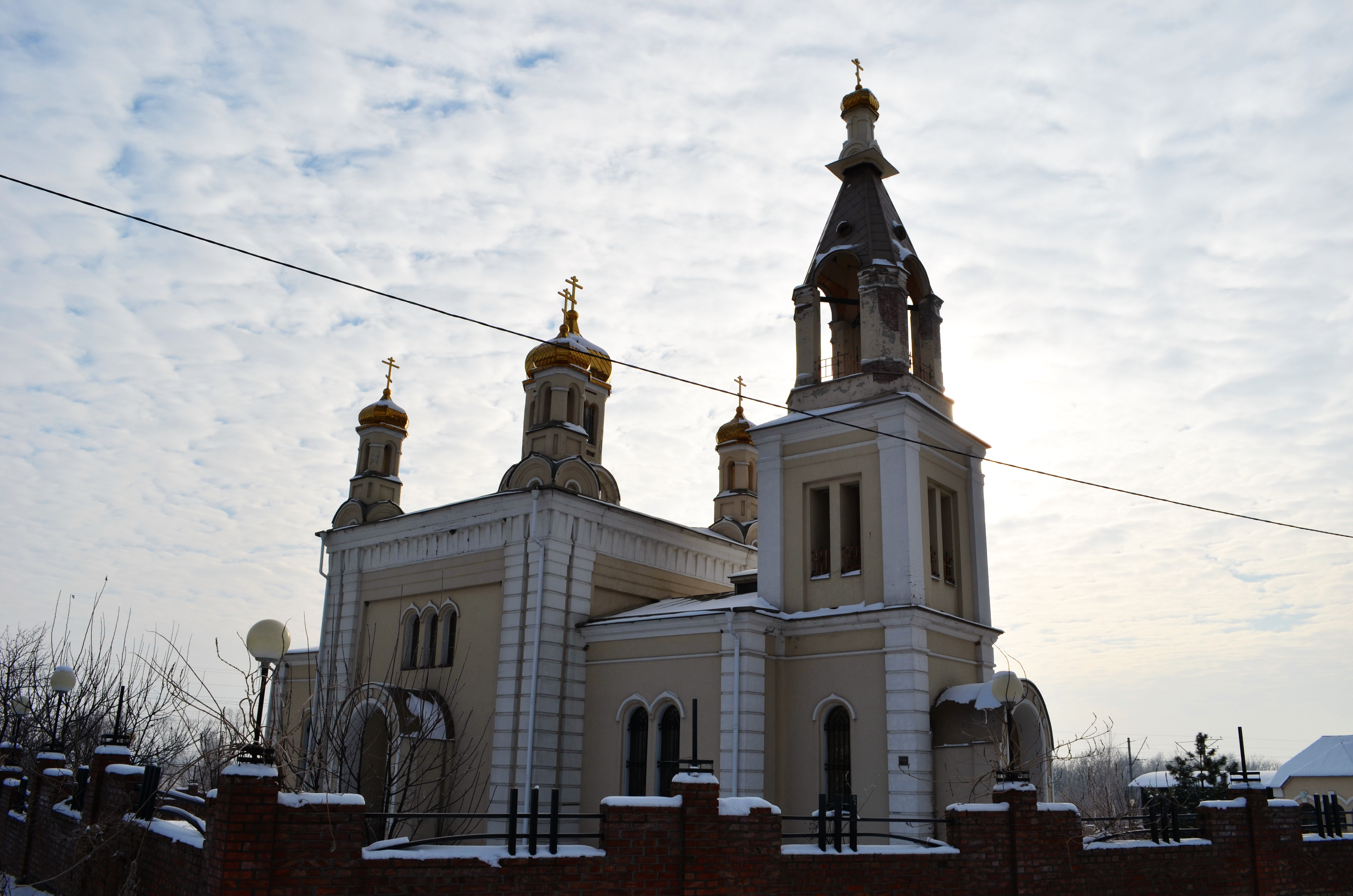
Церковь Рождества Пресвятой Богородицы
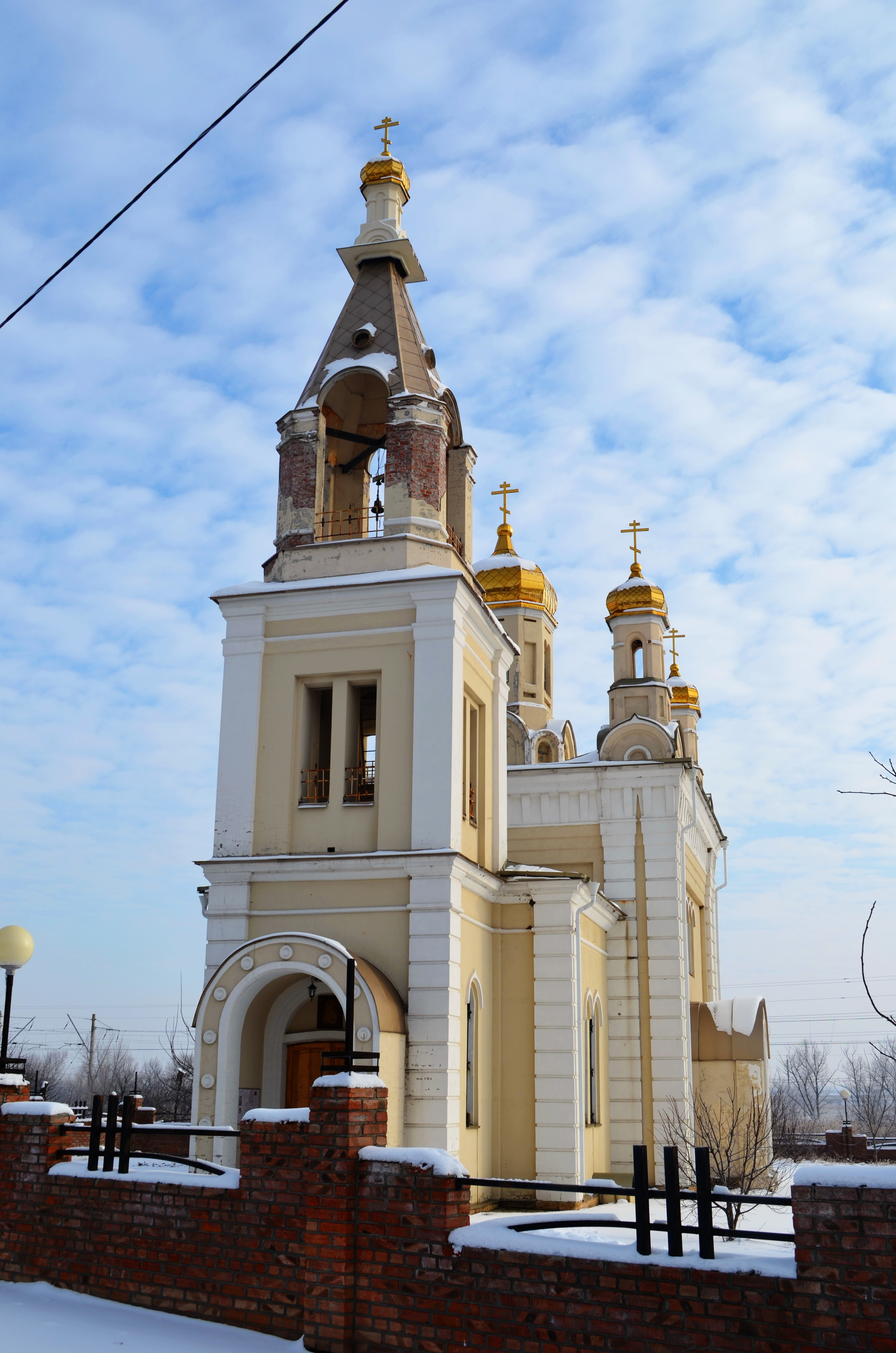
Церковь Рождества Пресвятой Богородицы
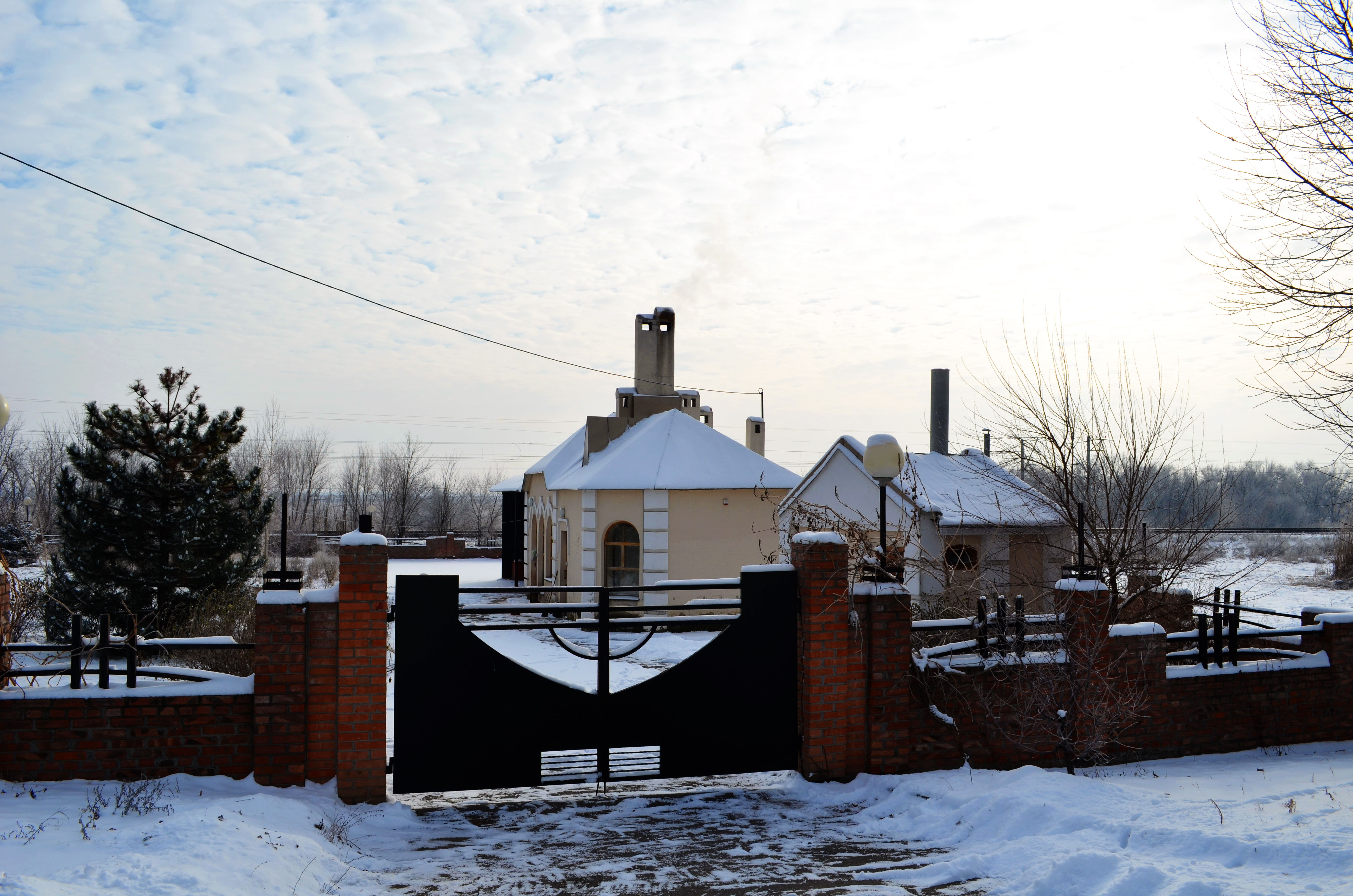
Подворье Церкви
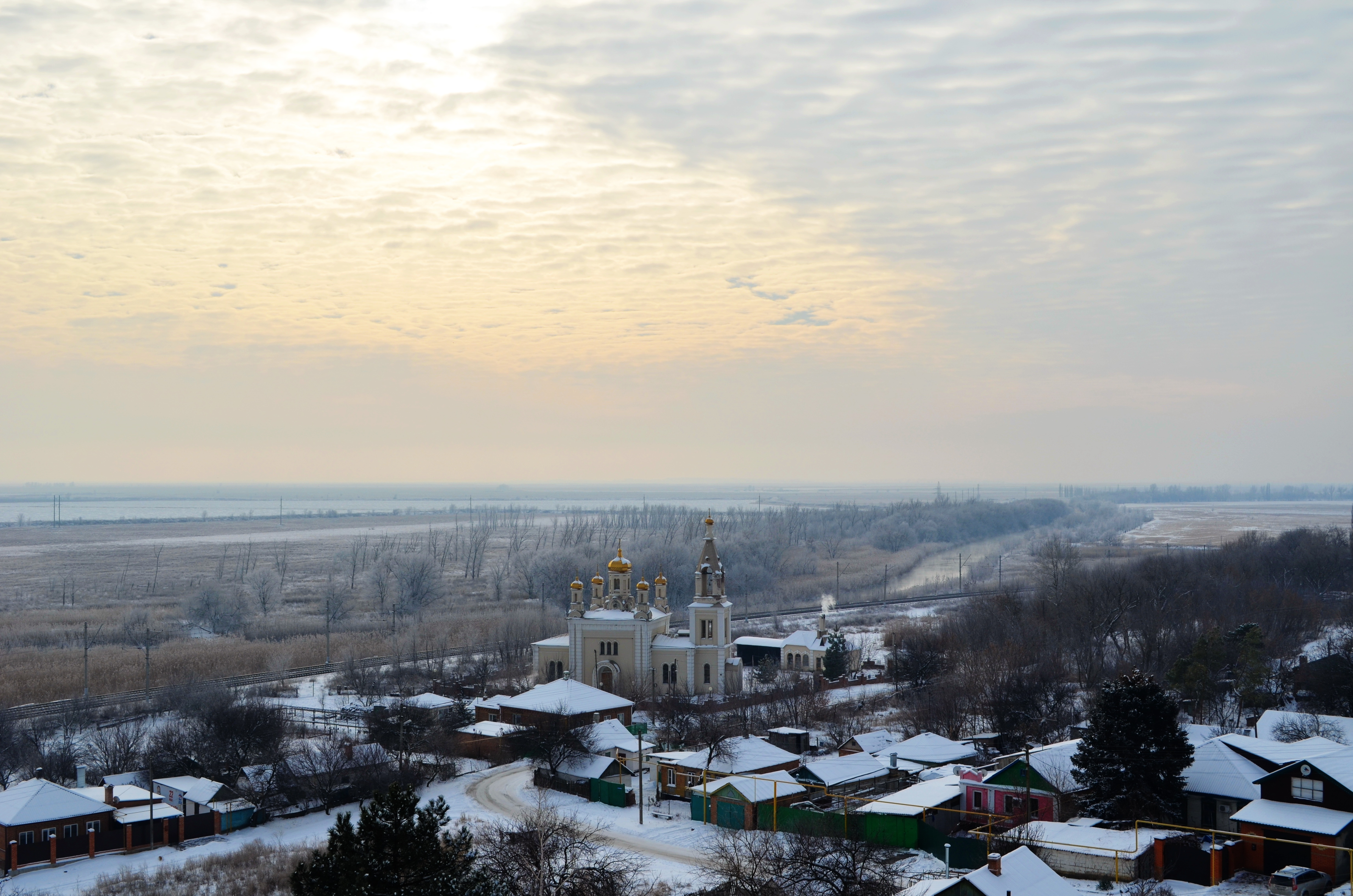
Вид на хутор с холма
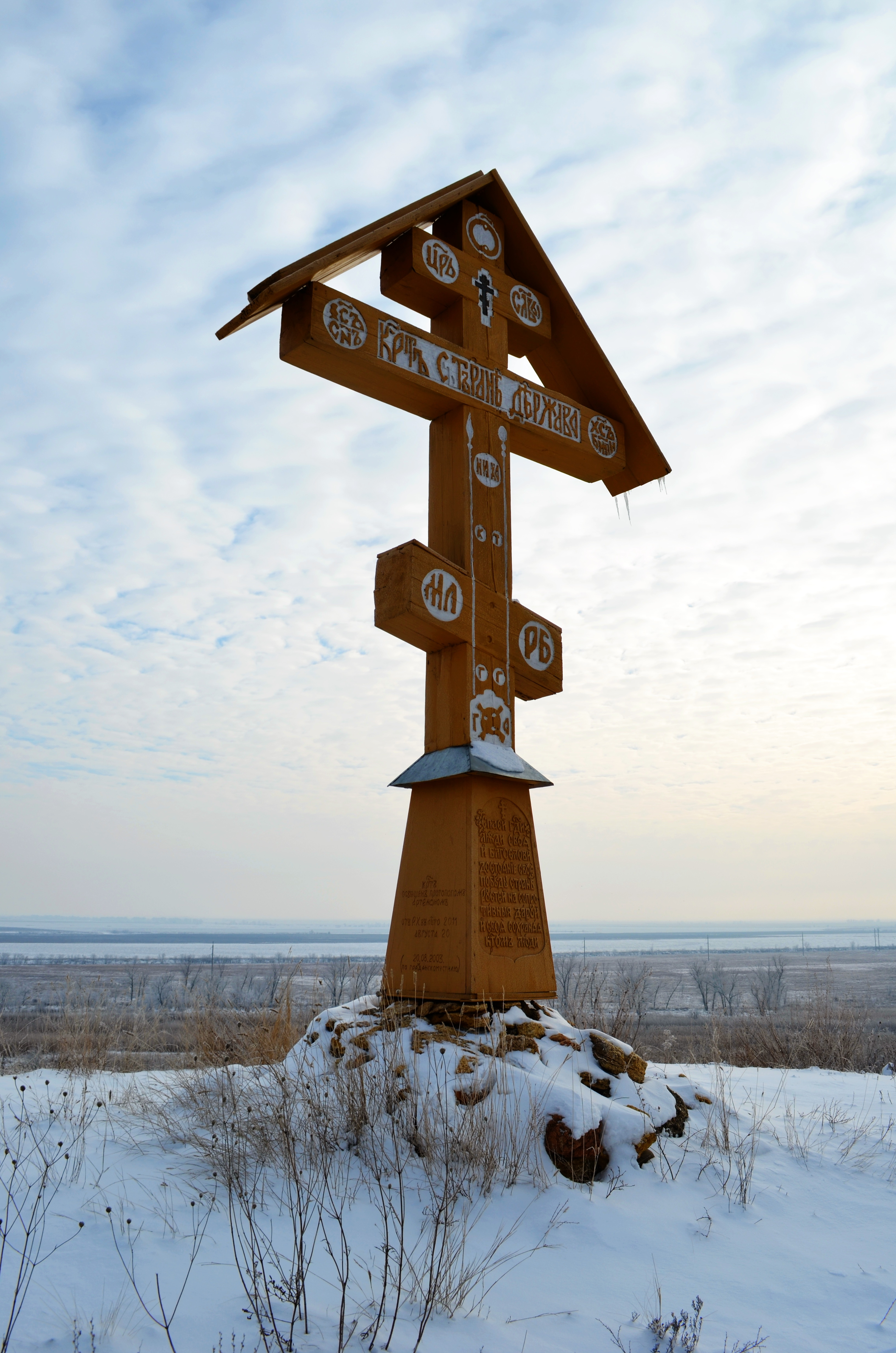
Поклонный крест